# Baguia (Verwaltungsamt)
| \| \| |
|       |

|  |

Baguia (Bagia) ist ein osttimoresisches Verwaltungsamt (portugiesisch Posto Administrativo) in der Gemeinde Baucau. Verwaltungssitz ist Baguia im Suco Alawa Leten.

## Geographie

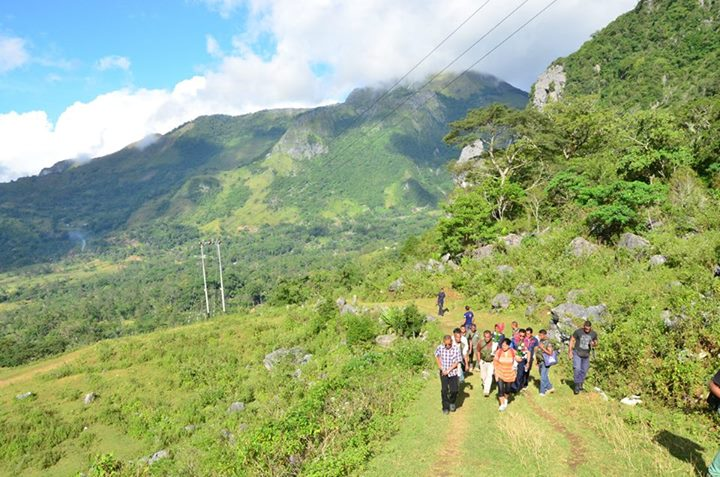
Bergwelt von Baguia

Bis 2014 wurden die Verwaltungsämter noch als Subdistrikte bezeichnet. Vor der Gebietsreform 2015 hatte Baguia eine Fläche von 213,99 km². Nun sind es 212,18 km².
Das Verwaltungsamt liegt im Südosten der Gemeinde Baucau. Im Norden grenzt es an das Verwaltungsamt Laga, im Westen an die Verwaltungsämter Quelicai Antigo und Quelicai, im Süden an die Gemeinde Viqueque und im Osten an die Gemeinde Lautém. Einen Teil der Grenze zu Viqueque und zu Lautém bilden der Irebere (Irabere) und seine Nebenflüsse, die zum großen Teil in Baguia entspringen. Der Matebian (2316 m), an der Grenze zu Quelicai, ist der dritthöchste Berg Osttimors (nach anderen Quellen, der zweithöchste) und der höchste der Gemeinde Baucau. Zwei Kilometer vom Ort Baguia liegen die Ruinen der Schule Escola do Reino de Haudere. Nach dem Zweiten Weltkrieg zerfiel sie, so dass heute nur noch die Mauern stehen.
Baguia teilt sich in zehn Sucos: Afaloicai, Alawa Craik (Alaua-Craik, Alaua Craic), Alawa Leten (Alaua-Leten), Defawasi (Defa-Uassi), Hae Coni (Hae-Coni, Haeconi), Larisula (Lari Sula), Lavateri, Osso Huna (Osso-Huna, Ossuna, Osshuna), Samalari und Uacala.

Klimadaten
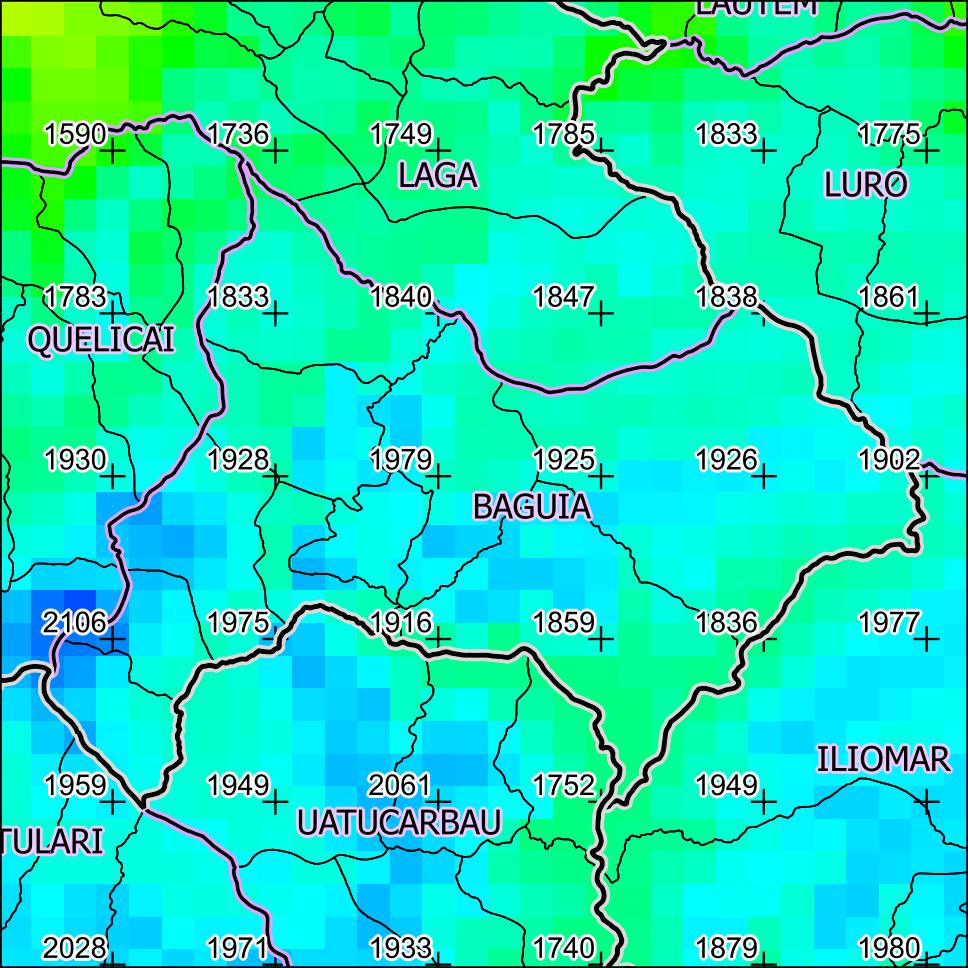
Jährliche Niederschlagsmenge (2000)
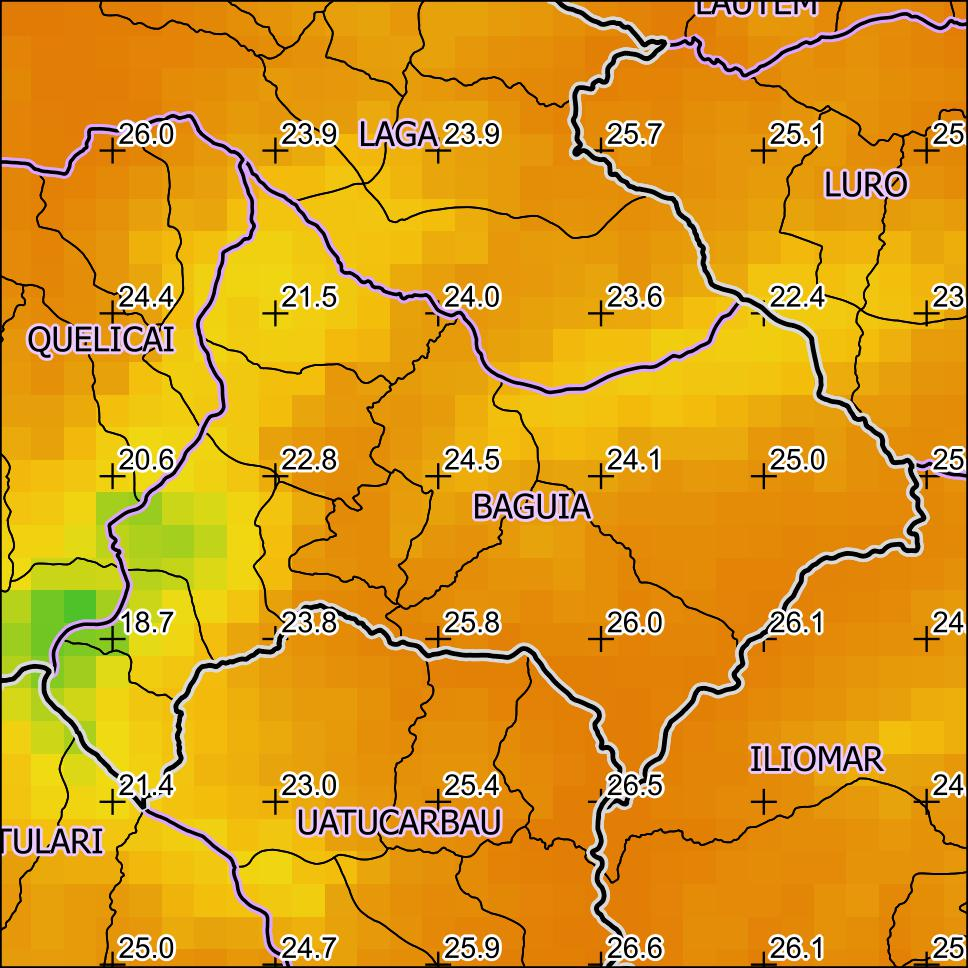
Jahresdurchschnitts-temperatur (2000)

## Einwohner

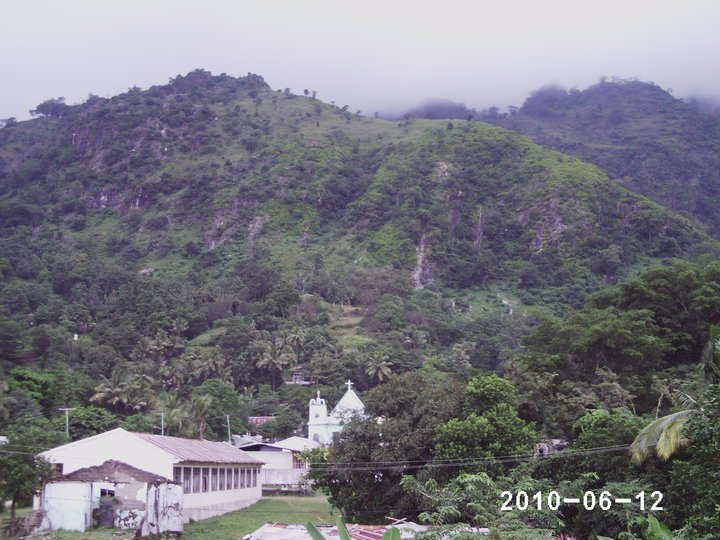
Der Ort Baguia

Im Verwaltungsamt leben 11.718 Menschen (2022), davon sind 5.892 Männer und 5.826 Frauen. In Baguia gibt es 2.177 Haushalte. Die größte Sprachgruppe bilden die Sprecher der Nationalsprache Makasae. 800 Menschen sprechen als Muttersprache Naueti. Der Altersdurchschnitt beträgt 18,3 Jahre (2010, 2004: 18,2 Jahre).

## Geschichte

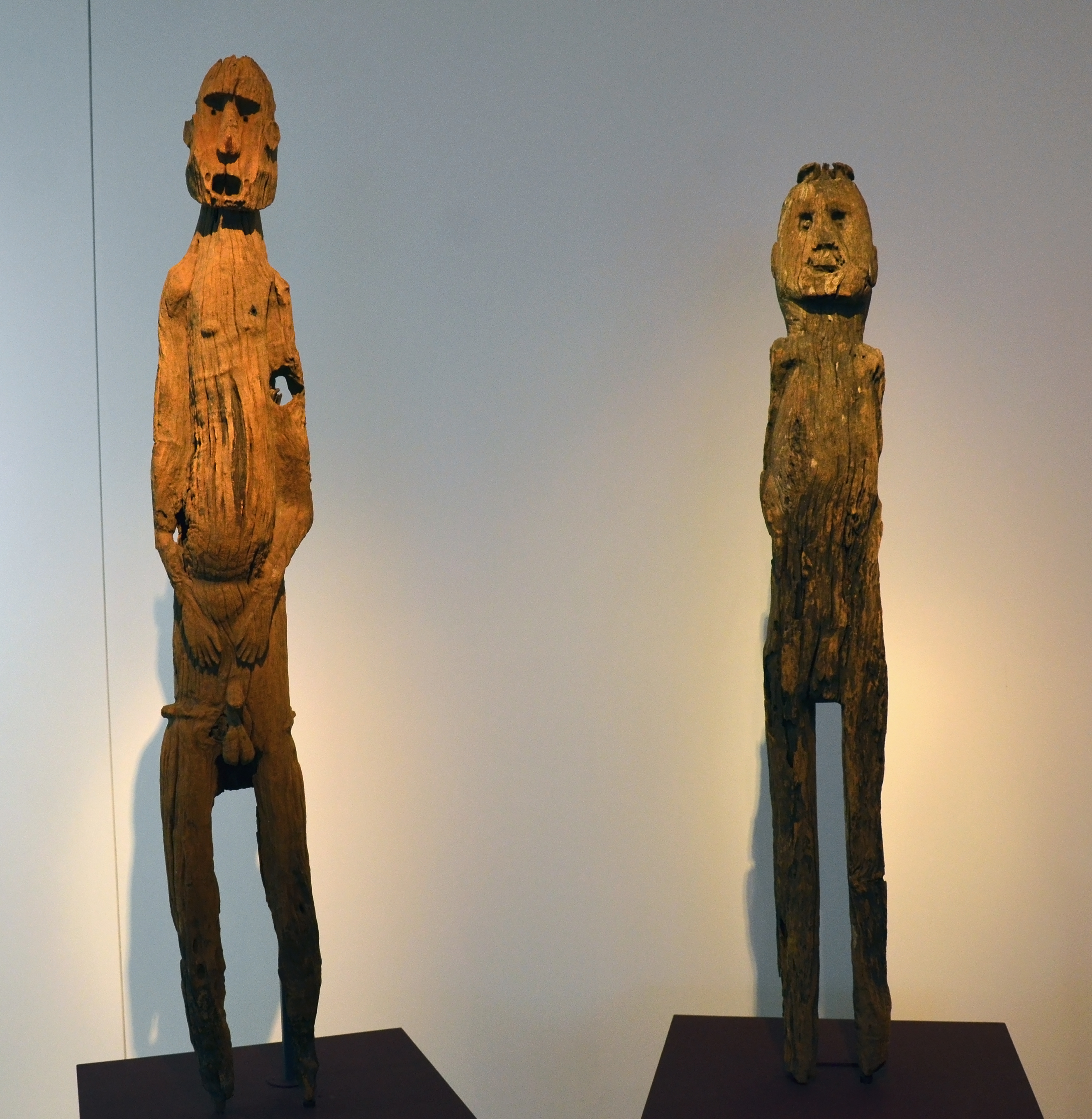
Ahnenskulpturen aus Baguia (Museum der Kulturen, Basel)

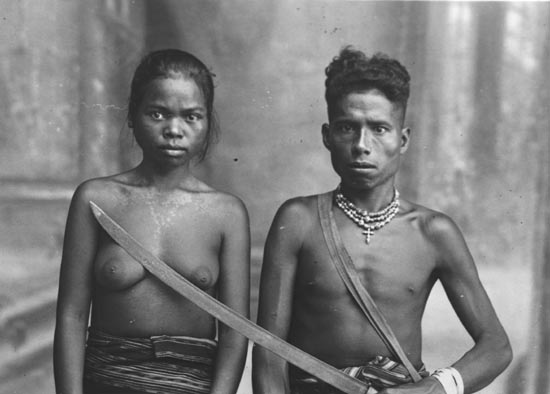
Makasae aus Baguia im Álbum Fontoura (vor 1940)

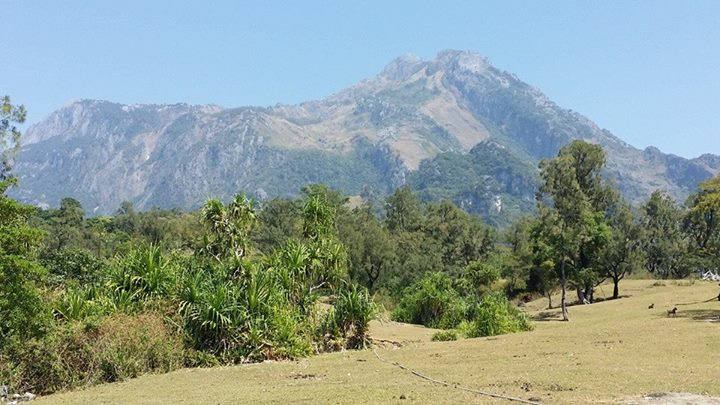
Rückzugsgebiet vor den indonesischen Invasoren bis 1978: Der Matebian

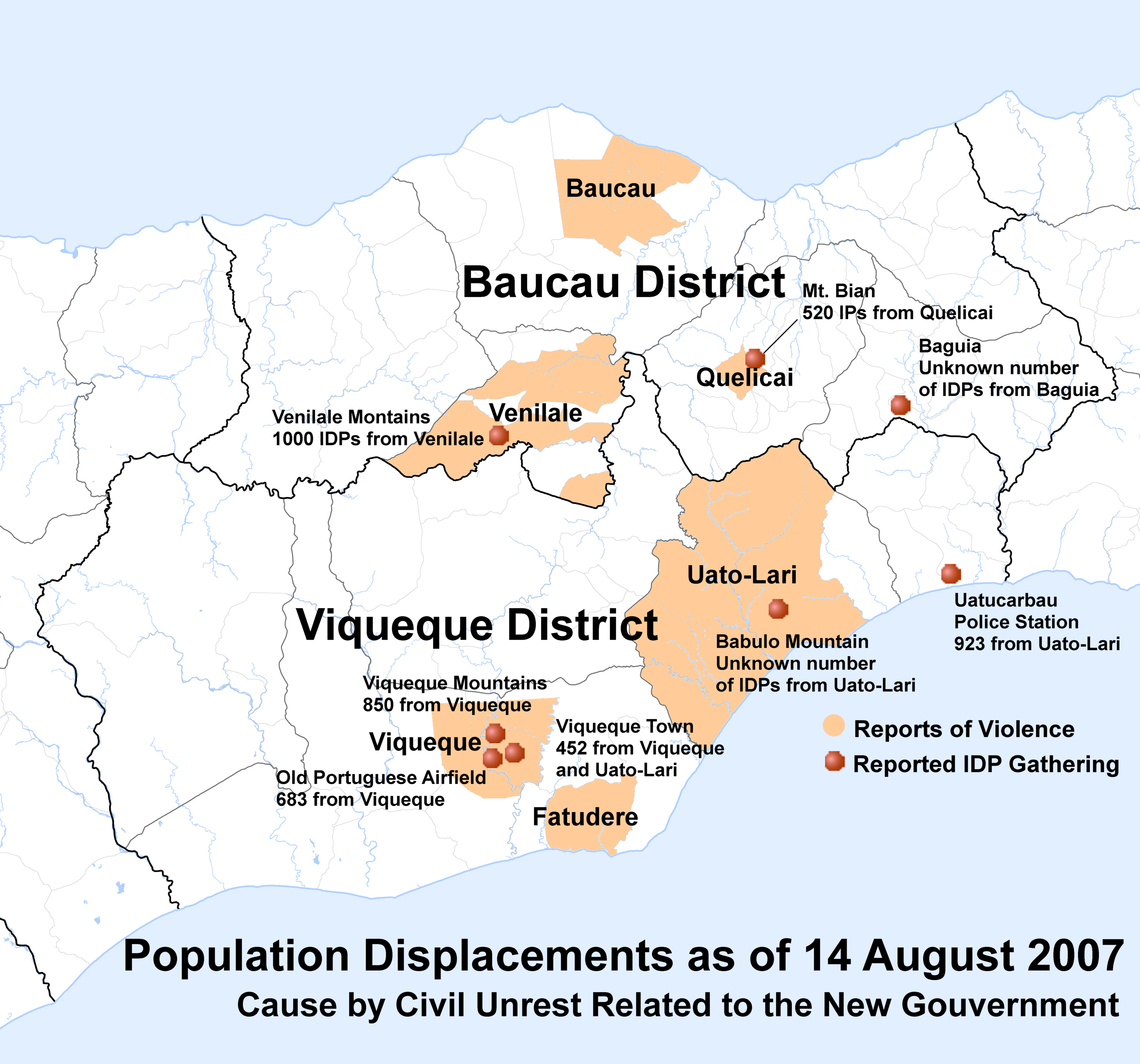
Flüchtlinge in Osttimor nach den Parlamentswahlen 2007.

Mehrere tausend Jahre alte Felsmalereien zeugen von einer langen Besiedlung der Region um Baguia.
Am 10. Juni 1959 griffen während der Viqueque-Rebellion Aufständische das portugiesische Fort in Baguia an. Der Angriff konnte zurückgeschlagen werden, woraufhin sich die Rebellen wieder in die Region Uato-Lari/Uatucarbau zurückzogen.
Baguias gebirgiges Gelände war 1976 ein Rückzugsgebiet der FALINTIL, die gegen die indonesischen Invasoren kämpfte. Hier gründeten sie eine base de apoio, eine Widerstandsbasis, die Zuflucht für Flüchtlinge aus Lospalos, Baguia, Iliomar und Uatucarbau bot. Später wurde die Basis von den Indonesiern zerstört.
Nach dem Fall der Widerstandsbasis am Matebian Ende November 1978 kamen Tausende Menschen in den Ort Baguia. Ihnen wurde verboten sich weiter vom Ort zu entfernen und wurden streng bewacht. Cholera, Durchfall und Tuberkulose brachen aus. Allein von den Menschen, die aus Osso Huna stammten, starben 280 Personen. Andere Dorfgemeinschaften beklagen über 500 Tote.
Im Ort Baguia und in Ledana (Suco Lavateri) gab es Ende 1979 indonesische Lager für Osttimoresen, die zur besseren Kontrolle von den Besatzern umgesiedelt werden sollten.
Am 10. August 2007 wurde während der Unruhen nach den Parlamentswahlen 2007 der Konvent der Salesianer Don Boscos mit dem angeschlossenen Waisenhaus überfallen. Dabei wurden neun Mädchen darunter eine Achtjährige vergewaltigt. Davor verwüsteten die Randalierer den gesamten Konvent. Der Vorfall sorgte für großes Aufsehen und gilt als einer der schlimmsten Vorfälle während der Unruhen. Bei den Tätern soll es sich angeblich um Unterstützer der FRETILIN handeln. Am Tag darauf wurde ein 16-jähriger, dem die Vergewaltigung des Kindes angelastet wird, verhaftet. Mehrere Menschen flohen in Baguia aufgrund der Unruhen aus ihren Häusern.
Mitte Juli 2010 zerstörte ein Erdrutsch nach schweren Regenfällen im damaligen Subdistrikt zehn Häuser und 20 Hektar Reisfelder.
Am 8. März 2015 überfiel eine Gruppe um 2 Uhr morgens die lokale Polizeistation mit Schusswaffen und selbstgemachten Sprengsätzen. Drei Polizisten, die als Leibwächter von Parlamentspräsident Vicente da Silva Guterres in dem Gebäude übernachteten, wurden verletzt. Der Parlamentspräsident war für die Beerdigung eines Verwandten im Ort und befand sich in einem nahegelegenen Gebäude, ear aber wohl nicht das Ziel des Angriffs und blieb auch unverletzt. Neben der Polizeiwache brannten auch das Haus des örtlichen Liurais und mindestens zwei weitere Häuser. Auch Fahrzeuge wurden beschädigt. Laut Polizeiquellen sollen die Angreifer dem Konseilu Revolusionariu Maubere (KRM, deutsch Revolutionärer Rat Maubere) um Mauk Moruk angehören. Dieser bestritt eine Beteiligung des KRM.

## Politik

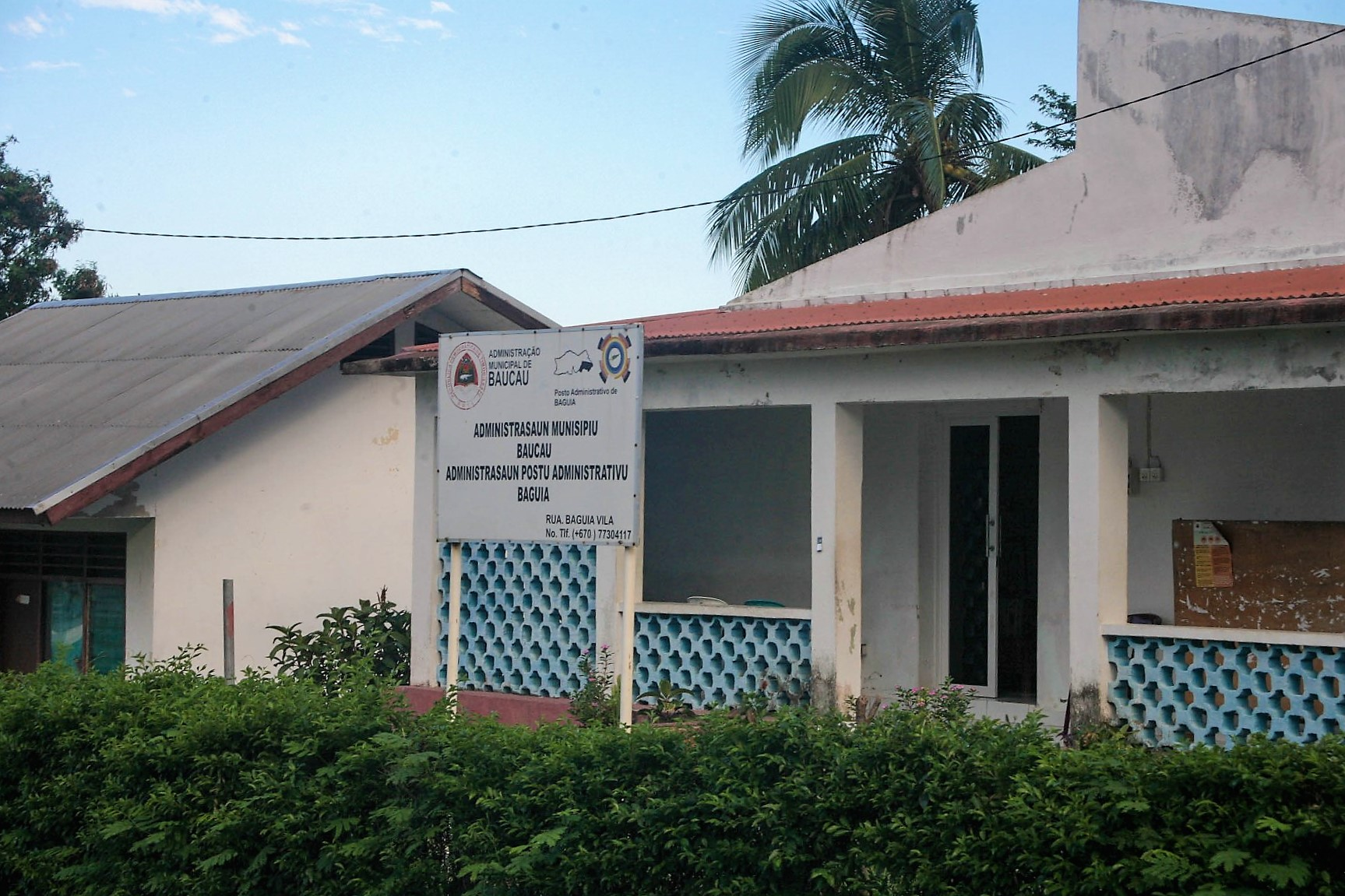
Sitz des Verwaltungsamts Baguia

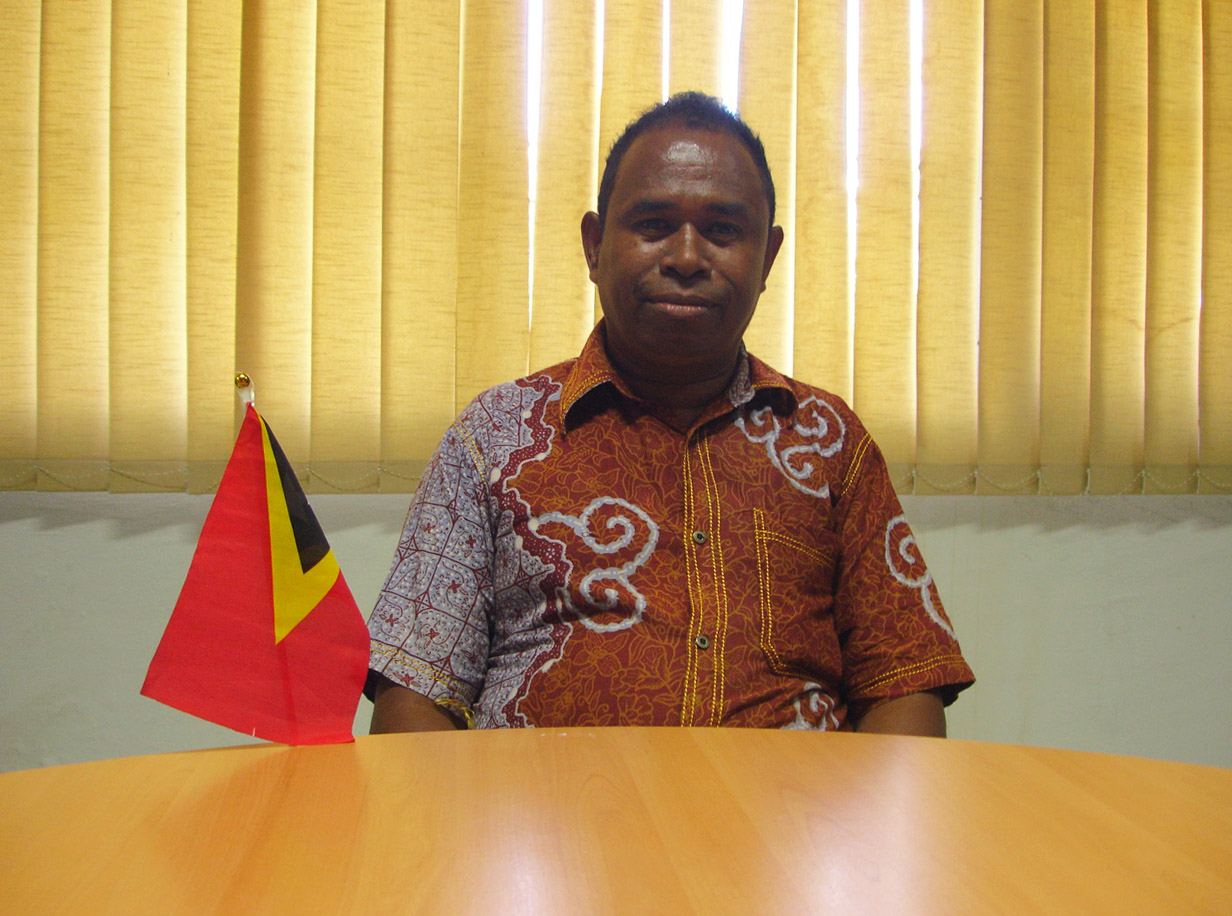
Administrator António dos Ramos (2013)

Der Administrator des Verwaltungsamts wird von der Zentralregierung in Dili ernannt. Ab 2009 hatte António dos Ramos das Amt mindestens bis 2023 inne.

## Wirtschaft und Infrastruktur

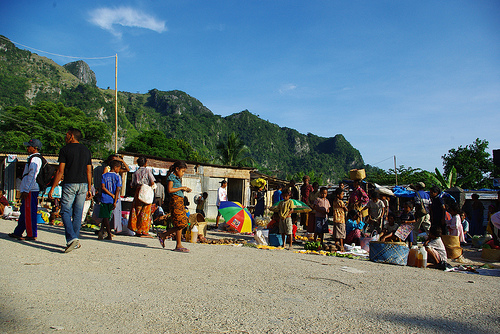
Markt in Baguia

Die Häuser sind zumeist aus Bambus mit einem Strohdach. Reis wird in den unteren Lagen auf Terrassen angebaut, weiter oben wachsen Mais und Bohnen. 65 % der Haushalte bauen Maniok an, 62 % Mais, 54 % Kokosnüsse, 35 % Reis, 25 % Kaffee und 46 % Gemüse. Wasserbüffel werden zum Pflügen des Landes verwendet. Die meisten Orte sind nur mit sehr schlechten Straßen angebunden und können deswegen nur zu Fuß erreicht werden. Die anderen Dörfer werden täglich von einem Bus oder Lastwagen angefahren, die Menschen und Waren transportieren. Auf diese Weise ist von Baguia auch die Gemeindehauptstadt Baucau in vier Stunden zu erreichen. Unregelmäßig gibt es von Baguia aus einen Bus, der in sieben Stunden zur Landeshauptstadt Dili fährt. Telefon und Postdienst gibt es nur begrenzt. Nur der Hauptort Baguia verfügt über Strom aus einem Generator, der nur von sieben Uhr abends bis Mitternacht läuft.
Zweimal die Woche findet im Ort Baguia ein Markt statt.

## Persönlichkeiten
- Florentino Ximenes da Costa (* 1977), Politiker
- Vicente da Silva Guterres (* 1955 in Baguia), Parlamentspräsident
- Adaljíza Magno (* 1975 in Baguia), ehemalige Außenministerin
- Júlio Tomás Pinto (* 1974 in Afaloicai), Staatssekretär für Verteidigung
- Taur Matan Ruak (* 1956 in Osso Huna), Staatspräsident und ehemaliger Kommandeur der Verteidigungskräfte Osttimors
- Aurora Ximenes (* 1955 in Samalari), Parlamentsabgeordnete
- David Ximenes (* 1953 in Alawa Leten), Parlamentsabgeordneter und Mitglied im Staatsrat
- Pascásio de Rosa Alves (* 1983 in Defawasi), Jurist

## Partnerschaft
Das Verwaltungsamt Baguia ist mit der australischen Stadt Stonnington City eine Partnerschaft eingegangen. Unter der Marke Friends of Baguia verkauft der Partnerschaftsverein australische Weine zur Unterstützung von Baguia.

## Galerie

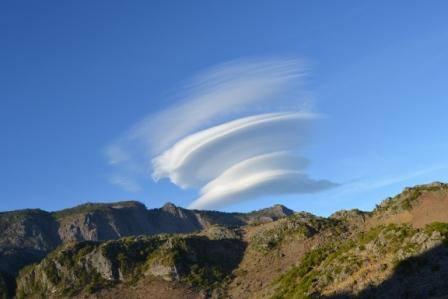
Blick vom Matebian
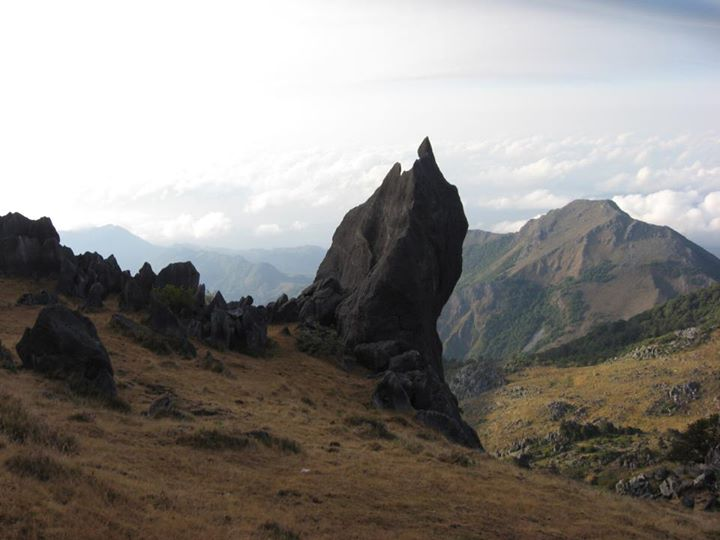
Am Gipfel des Matebian
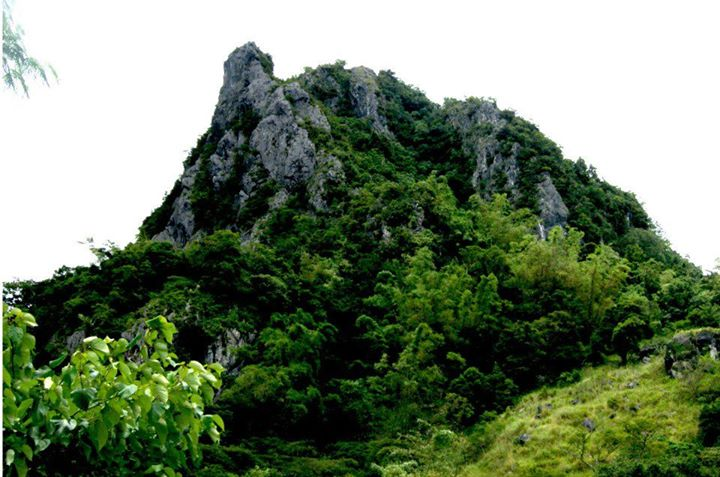
Der Kaiwalita
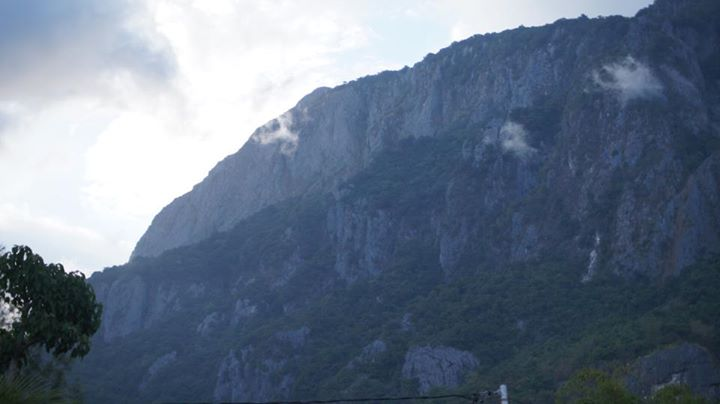
Der Suliala
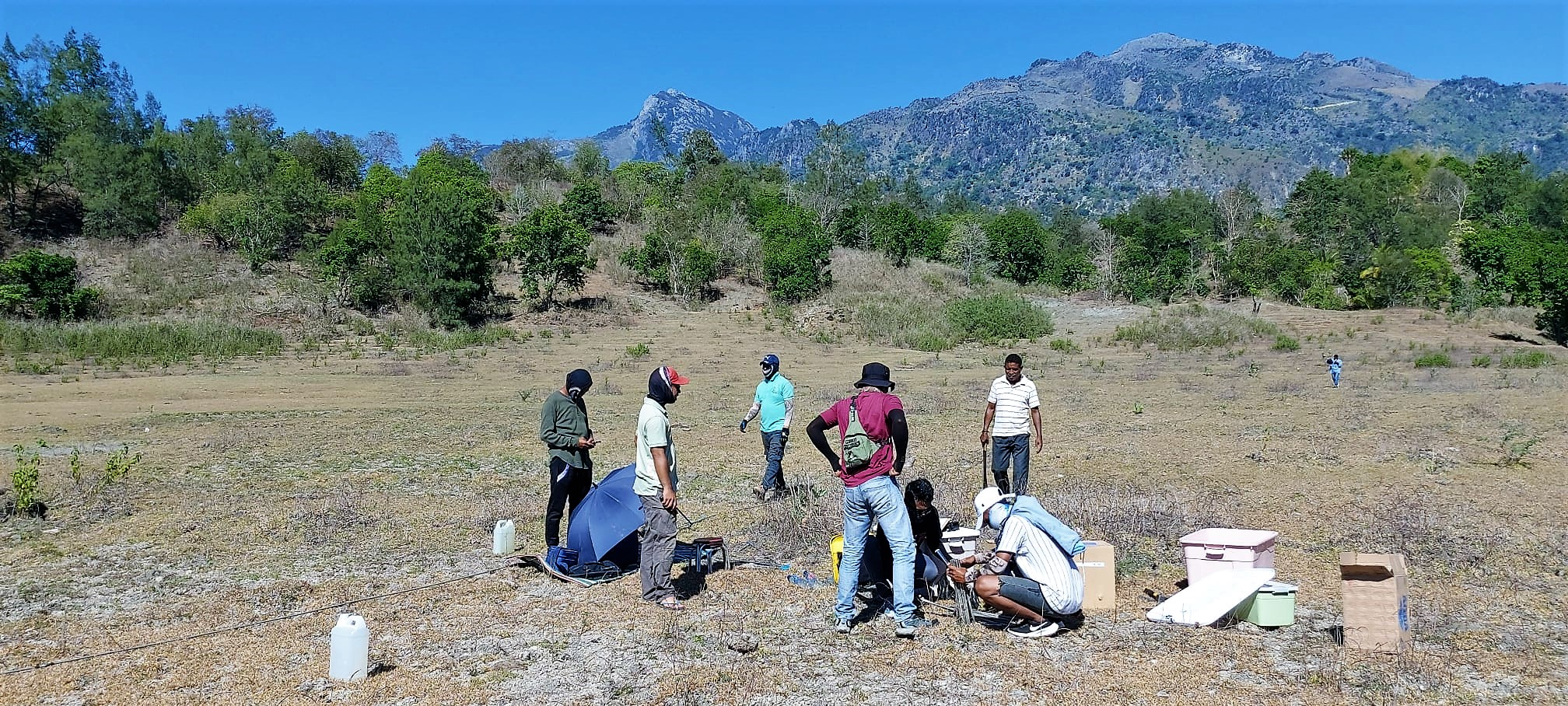
Alawa Craik